# GNOME Office
GNOME Office — набор независимых программ, выполняющий роль офисного пакета проекта GNOME.

## Стандартные офисные приложения
- AbiWord — текстовый процессор.
- Evince — приложение просмотра документов.
- Evolution — groupware и почтовая программа.
- Gnumeric — табличный процессор.
- Inkscape — векторный графический редактор.

Также разрабатывается программа подготовки презентаций — Ease.

## Другие GNOME/Gtk офисные приложения
- GnuCash — программа управления финансами.
- gLabels.
- Glom — управление базами данных.
- Dia — редактор диаграмм.

## Прочие
Проект Debian (а также Ubuntu) включает в этот список дополнительные приложения:
- Agnubis[3] — инструмент подготовки презентаций.
- GIMP — растровый графический редактор.
- XSane — графическая оболочка для доступа к сканеру.
- Planner[4] — управление проектами.